# Neal Morse
Neal Morse (Van Nuys, Kalifornia, USA, 1960. augusztus 2. –) amerikai dalszerző, progresszív rock-énekes, a Spock’s Beard korábbi, jelenleg pedig a Transatlantic, és a Flying Colors énekese.

## Fiatalkora
A Los Angeles-i San Fernando-völgyben nőtt fel. Apja kórusvezető volt. Ötévesen megtanult zongorán játszani, majd nem sokkal ezután elkezdte a gitárt is használni. Húszas éveiben két musicalt írt (Hit Man, Homeland). Néhány country- és western-demót felvett testvérével, Richarddal.

## Zenei karrierje

### A Spock’s Beard-del
Körülbelül 10 év után megunt Los Angelesben játszani, és elment Európába, ahol kis klubokban lépett fel, avagy az utcán zenélt. Miután visszatért az Egyesült Államokba, testvérével, Alannel megalapította a Spock’s Beard-öt, ami egy progresszív rockot játszó együttes lett. Első albumukkal, a The Lighttal mérsékelt sikert arattak, de később a Spock’s Beard a kor egyik legnépszerűbb progresszív együttesévé vált, együtt a Flower Kings-szel és a Dream Theater-rel. A 2002-es, Snow című album után elhagyta együttesét és szólókarrierbe fogott.

### A Transatlantic-kal
Mialatt a Spock’s Beard-ben énekelt, egy másik együttessel is dolgozott: a Transatlantic nevű szupergroup-pal két lemezt adott ki. A Transatlantic további tagjai a Dream Theater dobosa, Mike Portnoy, a Flower Kings gitáros-énekese, Roine Stolt, valamint a Marillionban szereplő Pete Trewavas voltak. Albumaik: SMPT:e, Bridge Across Forever, emellett két koncertalbumot is kiadtak, Live In Europe és Live In America címmel.

### Szólólemezei

#### Keresztény progresszív rock-lemezei
- Neal Morse (1999. október)
- Merry Christmas From The Morse Family (2000)
- It's Not Too Late (2001. június)
- Testimony (2003. szeptember)
- One (2004. november)
- ? (2005. november)
- God Won't Give Up (2005. július)
- Lead Me Lord (Worship Sessions Volume 1) (2005. augusztus)
- Send the Fire (Worship Sessions Volume 2) (2006. március)
- Cover to Cover (2006. szeptember)
- Songs From The Highway (2007. március)
- Sola Scriptura (2007. március)
- Lifeline (2008. szeptember)

#### Demók
- The Transatlantic Demos (2003)
- The One Demos (2007)

## További információ
- Hivatalos oldal
- Neal Morse a Facebookon
- Neal Morse az Internet Movie Database-ben (angolul)